# Écouis
Ecouis – miejscowość i gmina we Francji, w regionie Normandia, w departamencie Eure.
Według danych na rok 1990 gminę zamieszkiwały 714 osoby, a gęstość zaludnienia wynosiła 55 osób/km² (wśród 1421 gmin Górnej Normandii Ecouis plasuje się na 334 miejscu pod względem liczby ludności, natomiast pod względem powierzchni na miejscu 210).
W Écouis znajduje się gotycki kościół Notre-Dame, dawna kolegiata. 